# گویش باصری
گویش باصری یکی از گویش‌های زبان فارسی یا از گویش‌های منطقه فارس است که توسط مردم باصری مورد استفاده قرار می‌گیرد. مردم عامهٔ باصری در صحبت کردن اغلب کلماتی به کار می‌برند که ریشه‌ای در زبان‌های پارسی باستان و پهلوی دارد و واژه‌ها و ترکیب‌های ناآشنای عربی در آن به ندرت یافت می‌شود که علت اصلی آن زندگی مردم ایل باصری در کوهستان‌ها، عدم یکجانشینی و ارتباط کم با مناطق شهری بوده‌است که پیامد آن آلوده نشدن این گویش به وام‌واژه‌های مختلف، به خصوص واژگان مربوط به زبان عربی بوده‌است.
این گویش در قسمت‌های مرکزی استان فارس و به خصوص در میان عشایر کوچندهٔ باصری استفاده می‌شود. سایر باصری‌هایی که یکجانشین شده‌اند در شهرها و روستاهای شهرستان‌های اقلید، پاسارگاد، جهرم، مرودشت، شیراز، خرم‌بید، لارستان و سروستان زندگی می‌کنند.
بین گویش باصری با زبان فارسی معیار از منظر واج‌شناسی و دستور زبان تفاوت‌های جزئی وجود دارد، در حالی که بین این دو، نظام معنایی متفاوتی در جریان است و فریب‌واژه‌ها، چوب‌واژه‌ها، فرش‌واژه‌ها، رنگ‌واژه‌ها، نام واژه‌های گوسفندان، اصطلاحات و ضرب‌المثل‌ها و به‌کارگیری واژه‌ها در بافت معنایی متفاوت از زبان فارسی معیار از ویژگی‌های بارز گویش باصری به‌شمار می‌رود. کتاب فرهنگ گویش ایل باصری نیز توسط فرهنگستان زبان و ادب فارسی منتشر شده‌است.

## واج‌شناسی
تعداد کلی واج‌های گویش باصری ۳۰ عدد است که در این میان ۲۲ مورد همخوان، ۶ واکه ساده و ۲ واکه مرکب وجود دارد. ساخت هجا در باصری از قواعد فارسی پیروی می‌کند و به صورت همخوان + واکه (نمونه: مه، سی)، همخوان + واکه + همخوان (نمونه: خُو، تاک) و همخوان + واکه + همخوان + همخوان (نمونه: مُشک، کُلک) است.

### واکه‌ها
گویش باصری دارای ۶ واکه ساده و ۲ واکه مرکب /ow/ و /ey/ است.
|       | پیشین | پسین |
| ----- | ----- | ---- |
| بسته  | :i    | :u   |
| میانی | e     | o    |
| باز   | æ     | :ɑ   |

### همخوان‌ها
گویش باصری دارای ۲۲ همخوان است درحالی که فارسی معیار از ۲۳ همخوان برخوردار است. در این گویش واج /ژ/ موجود نیست و در وام‌واژگان ژ-دار، با واج /ج/ جایگزین می‌شوند (مثال: مجگان به جای مژگان).
|         |        | لبی | دندانی‌لثوی | پس‌لثوی | کامی | نرم‌کامی | چاکنایی |
| ------- | ------ | --- | ---------- | ------ | ---- | ------- | ------- |
| خیشومی  | خیشومی | m   | n          |        |      |         |         |
| انفجاری | بی‌واک  | p   | t          |        |      | k       | ʔ       |
| انفجاری | واک‌دار | b   | d          |        |      | ɡ       |         |
| سایشی   | بی‌واک  | f   | s          | ʃ      |      | x       | h       |
| سایشی   | واک‌دار | v   | z          |        |      | ɣ       |         |
| انسایشی | بی‌واک  |     |            | t͡ʃ     |      |         |         |
| انسایشی | واک‌دار |     |            | d͡ʒ     |      |         |         |
| ناسوده  | ناسوده |     | l          |        | j    |         |         |
| زنشی    | زنشی   |     | r          |        |      |         |         |

### تغییر صدا
فرایند همگونی واج‌ها در گویش باصری به فراوانی رخ می‌دهد؛ چنانچه واج /غ/ در مواردی به /خ/ (نمونه: تقصیر ← تخصیر)، واج /ر/ گاه به /ل/ (نمونه: برگ ← بلگ) و /هـ/ نیز گاه به /خ/ (نمونه:بهتر ← بختر) تبدیل می‌شوند. میان‌هشت نیز رایج است چنانچه پِیله به صورت جمع به پِیله‌یا (peile.y.ɑ؛ پیاله‌ها) تبدیل می‌شود. فرایند حذف بیشتر در واج‌های /هـ/ و /ئـ/ رخ می‌دهد و برای نمونه شهر به شَـر تبدیل می‌شود. همچنین هرگاه فعل ربطی /بودن/ به فعل اصلی که با /ـه/ ختم می‌شود، افزوده شود؛ /بـ/ در آغاز آن حذف می‌شود (نمونه: گفته‌بودند ← گفتودن gofteudan). فرایند قلب در باصری نیز رایج است (نمونه: سطل ← سلط).

## دستور زبان

### اسم‌ها
در گویش باصری اسم‌ها دارای جنس نیستند، گرچه در مواردی جنسیت با تغییر واژه مشخص می‌شود. ساخت اسم‌های مرکب در باصری تقریباً از دستور فارسی معیار طبعیت می‌کند.
شمار
در گویش باصری جمع بستن واژگان با افزودن واج /ا/ (:ɑ) در پایان آن‌ها انجام می‌شود. همچنین از آن برای نشان دادن افزایش حجم اسم‌های جمع استفاده می‌شود. برای نمونه:
مرغ ← مرغا morɣɑ (مرغ‌ها)
با افزودن نشانه جمع به واژگانی که با واکه به پایان می‌رسند، معمولاً یک واج میانجی /ی/، /و/، یا /ن/ افزودن می‌شود. چنانچه واژه با /-َ/ یا /آ/ به پایان برسد، دو تغییر واجی رخ می‌دهد. نخست واج آخر به /-ِ/ تبدیل و سپس /ی/ افزوده می‌شود. برای نمونه:
گُلی ← گلیا goliyɑ (گربه‌ها)
شو ← شووا ʃowvɑ (شب‌ها)
روبا ← روبه‌یا rubeyɑ (روباه‌ها)
شناس و ناشناس
در گویش باصری اسم‌ها با افزودن واج /و/ (u) در پایان‌شناس (معرفه) می‌شوند؛ ویژگی که در فارسی معیار یافت نمی‌شود. در صورت همراهی اسم با صفت، حرف تعریف به صفت افزوده می‌شود. برای نمونه:
مرد ← مردو mardu (مرد)
کتاب سوز ← کتاب سوزو ketɑbe sowzu (کتاب سبز)
برای ساخت واژگان نکره، واج /ی/ (i) همانند فارسی معیار در انتهای اسم افزوده می‌شود. واج میانجی در این مورد نیز کاربرد دارد. چنانچه واژه با /ا/ یا /-ِ/ به پایان برسد، نشانه نکره به /ی/ (y) تغییر می‌یابد. همچنین در صورت همراهی اسم با صفت، حرف نکره به صفت افزوده می‌شود. برای نمونه:
زن ← زنی zani (یک زن)
او ← اووی owvi (یک آب)
جومه ← جومهٔ jumey (یک لباس)
خونه گت ← خونه گتی xuney goti (یک خانه بزرگ)
دستور ساخت صفت‌های برتر و برترین شبیه به فارسی است.
گپ (بزرگ) ← گپ‌تر ← گپ‌ترین
ساختار اضافه
ساخت ترکیب اضافی یا وصفی با افزودن نقش‌نمای اضافه (/-ِ/) به حرف آخر موصوف یا مضافٌ‌الیه ساخته می‌شود. همچنین در صورت ختم واژه با واکه، واج میانجی /ی/، /و/ یا /ن/ افزوده می‌شود. برای نمونه:
نیمدرِ خونه nimdare xune (پنجره خانه)
دوریِ مه dowriye me (بشقاب من)
اوِ روخونه owve ruxune (آب رودخانه)
ضمیرها
ضمیرها در باصری همانند سایر گونه‌های فارسی شش عدد در دو ساختار گسسته و پیوسته وجود دارند.
| شخص | مفرد  | مفرد   | جمع       | جمع    |
| شخص | گسسته | پیوسته | گسسته     | پیوسته |
| --- | ----- | ------ | --------- | ------ |
| اول | مه    | ـُم     | ما        | ـِمون   |
| دوم | تو    | ـِت     | شما       | ـِتون   |
| سوم | او/ای | ـِش     | اونا/اینا | ـِشون   |

حروف اضافه
رایج‌ترین حروف اضافه مختص باصری به شرح زیرند:
| باصری   | فارسی معیار | مثال                |
| ------- | ----------- | ------------------- |
| سی      | برای        | مه سی او رفتُم       |
| خود     | با          | مه خود او رفتُم      |
| سی خاطر | به دلیل     | مه سی خاطر تو اومدُم |
| ری      | روی         | کتابو ری میزه       |
| پَس      | پشت         | مه پسِ درخت بودُم     |
| کِر      | کنار        | او همش کرِ مه‌یه      |
| پَلی، بر | پیش         | پلی مه وِیسا         |

### فعل
در گویش باصری فعل‌ها برای زمان، وجه، نمود، زمان، شخص و شمار نشانه‌هایی دارند که عموماً با فارسی معیار یکسان است. در واقع عمدهٔ تفاوت‌های گویش باصری با فارسی معیار در تلفظ و واژگان می‌باشد و به ندرت تفاوت‌های ساختاری در آن یافت می‌شود.
شخص
شخص‌ها در باصری نیز با افزودن شناسه به بن ساخته می‌شوند. این شناسه‌ها عبارتند از:
| شناسه        | باصری                          |
| ------------ | ------------------------------ |
| اول شخص مفرد | ـُم                             |
| دوم شخص مفرد | ی                              |
| سوم شخص مفرد | ـه (برای زمان‌های غیر از گذشته) |
| سوم شخص مفرد | تهی (برای زمان‌های گذشته)       |
| اول شخص جمع  | یم                             |
| دوم شخص جمع  | ین                             |
| سوم شخص جمع  | ـَن                             |

زمان‌ها
دستور ساخت زمان‌های مختلف در باصری تفاوت چندانی با فارسی معیار ندارد جز در گذشته دور که با افزودن فعل کمکی اودن owdan (بودن) به بن ماضی فعل ساخته می‌شود. برای نمونه:
رفتودُم رفتودی رفتود رفتودیم رفتودین رفتودن

## پراکندگی
این گویش در قسمت‌های مرکزی استان فارس و به خصوص در میان عشایر کوچندهٔ باصری مورد استفاده قرار می‌گیرد. باصری‌هایی که یکجانشین شده‌اند در شهرها و روستاهای منطقه‌ای به طول حدود ۲۰۰ و عرض ۸۰ کیلومتر در استان فارس شامل شهرستان‌های آباده، اقلید، پاسارگاد، جهرم، مرودشت، شیراز، خرم‌بید، لارستان و سروستان زندگی می‌کنند و برای سخن گفتن از گویش باصری استفاده می‌کنند.

## واژه‌نامه منتخب
- مادر (نَنه)
- پدر (بوآ)
- برادر (کاکا/بَرار)
- خواهر (دَده)
- پدربزرگ (بابو)
- مادربزرگ (مامو)
- کثیف (پَچَل، پرچل)
- خسیس (پیناس)
- فرد بسیار عزیز (بَبه)
- گرد و خاک (دولَخ)
- بزرگ (نَرگَد/نَرتا/گُت/گپ)
- کوچک (کر)
- لاغر (لیجمار/تالوش/لاجون/لر)
- میان بر (تابُر)
- کلیه (گُرده)
- ریختن (کُپ کردن)
- وارون (چَپّه)
- کم حرف (گَمسه)
- عجله (اِشتو)
- چاق (گَبور)
- تنها (تاک)
- کشک تر (چِکَلوک)
- رعد و برق (قُرّه تَراق)
- تاب (هوچَک)
- پر خور (کُمّین)
- گِل (شُل)
- حالت جمع نشستن (کُلوس)
- نردبان (سِد)
- عریان (پَتی)
- غار (اشکفت)
- قاچ زدن (کَپه کردن)
- سَر (کَپ)
- آبستن (اوسَن)
- دعوا (جَر)
- مقدار خیلی کم (قوهت)
- تخت (کَت)
- ظرف (بادیه)
- حیله‌گر (دِلو باز)
- بی‌حرکت (تیبیر)
- ضعف شدید در اثر گرسنگی (آلالوش)
- چرای شبانه (شو چَر)
- نجاست (باپلشت)
- نَخ (سِلک)
- جوان (جُنگ، جغله، جهال)
- دکمه (کُچ)
- تگرگ (تَغِر)
- پنهان (هایِر)
- دیوانه (کَلو)
- مژه (مِرزنگ)
- هویج (گزر)
- سرفه (کوفه، کاهیدن)
- گربه (گلی)
- هیزم (هیمه، خیزم)
- زغال برافروخته (خورنه، خورگ)
- رود خشک (لَه)
- تخم مرغ (خاگ)
- چهره (رو، ری)
- دور (دیر)
- دزدی (چپو)
- گروه (بُر)
- تگرگ (تغر)
- نصف (لت)
- پریدن (تنگیدن)
- موش (مُشک)
- حالا (ایسا)
- آن زمان (اوسا)
- نارس (کق)
- پیراهن (جومه)
- کفش (ارسی)
- چادر (لَتَف)
- لاغر (لاجون)
- گلو (خِر)
- دوقلو (جُمُلی)
- زبان کوچک (ملاز)
- همه (گِشت)
- چوب (دار)
- خمیازه (کَپ دِره)
- هنوز (هنی)
- بسیار (ولم)
- ناخن (نازه)
- گرد (مُچِنه)
- قطره (پشنگ)
- فلج (لهم)
- فضای صاف رودخانه (لرد)

### رنگ‌ها
برخی رنگ‌های خاص به گویش باصری:
- سبز (سوز)
- قهوه‌ای (تهه)
- نارنجی (هند)
- نقره‌ای (ملهه)
- سیاه-‌سفید (آله)
- جوگندمی (برشه، گردم)
- سفید-زرد (برنجال)

### جانوران
- سوسک (خَزوک)
- ماهی (موی)
- عقرب (دُم کُل)
- خارپشت (چوله)
- قورباغه (قوربَک)
- نوزاد قورباغه (موی موتو)
- خفاش (شوپَر)
- مارمولک (هُم‌هُمَک)
- مورچه (موری)
- گربه (گُلی)
- گنجشک (بیجیشک)

## اصطلاحات
اصطلاحات زیادی در مکالمات روزمره باصری‌ها به کار می‌روند که برای افراد غیر باصری قابل فهم نیست؛ همانند:
- تالون شُده:جالیزی که محصول آن برداشت شده باشد
- پَسکی کردن:جمع‌آوری خوشه‌های باقی‌مانده پس از درو
- اُوخور:زمین گودی که همیشه در آن آب جمع می‌شود و برای کشاورزی مناسب نیست.
- جای یورد:زمینی که گوسفندان طی مدتی در آن استراحت کرده‌اند و اکنون روی آن کشت شود وبسیار حاصلخیز است.
- خوره:نوعی خورجین دو قسمتی از جنس پنبه یا موی بز که پیش از انداختن بر روی الاغ دهان آن را می‌دوختند.
- کولور:ضایعات جو یا گندم که پس از درو در زمین بر جای می‌ماند.
- دُژگال:نوعی علف هرز که در زمین‌های کشاورزی و شالیزارها می‌روید.[۱۰]

## ضرب‌المثل‌ها
ضرب‌المثل گونه‌ای از بیان است که معمولاً تاریخچه و داستانی پندآموز در پس بعضی از آن‌ها نهفته‌است. بسیاری از این داستان‌ها از یاد رفته‌اند، و پیشینهٔ برخی از امثال بر بعضی از مردم روشن نیست؛ بااین‌حال، در سخن به‌کار می‌رود. در زیر به برخی از ضرب‌المثل‌های رایج در گویش باصری می‌پردازیم:
- نونم جو باشه گوشم خو باشه.
- هم از عدس سرحد بی نصیب شدیم هم از خرمای جهرم.
- عروس لکو برسی به کو.
- سزای بزِ گر را دم آغل می‌دهند.
- گراز هر چه هم چاق بشود گوشتش خوردنی نیمیشه.
- سگ نگران است که رو پلاس خوابیده و پلاس دلخور است که سگ روش خوابیده.
- برهٔ نر برای کشته شدن زائیده می‌شود.[۱۵]